# پیتس‌فیلد (ایلینوی)
پیتس‌فیلد، ایلینوی (به انگلیسی: Pittsfield, Illinois) یک شهر در ایالات متحده آمریکا با جمعیت ۴٬۲۱۱ نفر است که در ایلی‌نوی واقع شده‌است.

## موقعیت جغرافیایی
موقعیت جغرافیایی شهرها و مناطق اطراف به شرح زیر است: